# Dávid Kondrlík
Dávid Kondrlík (* 31. Mai 1997 in Bratislava) ist ein slowakischer Fußballspieler.

## Karriere

### Verein
Kondrlík begann seine Karriere beim ŠK Slovan Bratislava. 2015 spielte er vier Mal für die Reserve von Slovan in der zweiten Liga. Zur Saison 2016/17 wechselte er zum DAC Dunajská Streda. Sein Debüt in der Fortuna liga gab er im August 2016, als er am dritten Spieltag der Saison 2016/17 gegen den TJ Spartak Myjava in der 87. Minute für Valērijs Šabala eingewechselt wurde. Dies blieb sein einziger Einsatz für Dunajská Streda. In der Winterpause wechselte er zum Drittligisten OFK Dunajská Lužná. Zur Saison 2017/18 schloss er sich dem FC Petržalka 1898 an. Nach einer Spielzeit kehrte er wieder nach Dunajská Lužná zurück. Im Januar 2019 wurde er an den Zweitligisten FK Pohronie verliehen. Für Pohronie kam er bis Saisonende zu acht Einsätzen in der zweithöchsten slowakischen Spielklasse, in denen er drei Tore erzielte. Am Saisonende stieg er mit dem Verein in die Fortuna liga auf. Nach dem Aufstieg wurde Kondrlík fest verpflichtet. Für Pohronie kam er zu drei Einsätzen in der Fortuna liga.
Im Februar 2020 wechselte er zum österreichischen Regionalligisten ASK-BSC Bruck/Leitha. Für Bruck kam er bis zum Saisonabbruch zu zwei Einsätzen in der Regionalliga. Nach insgesamt sieben Einsätzen für Bruck/Leitha verließ er den Verein im Januar 2021 und wechselte nach Tschechien zum unterklassigen TJ Sokol Lanžhot.

### Nationalmannschaft
Kondrlík absolvierte 2018 ein Spiel für die slowakische U-18-Auswahl.